# Dmitri Nikitowitsch Tugarinow

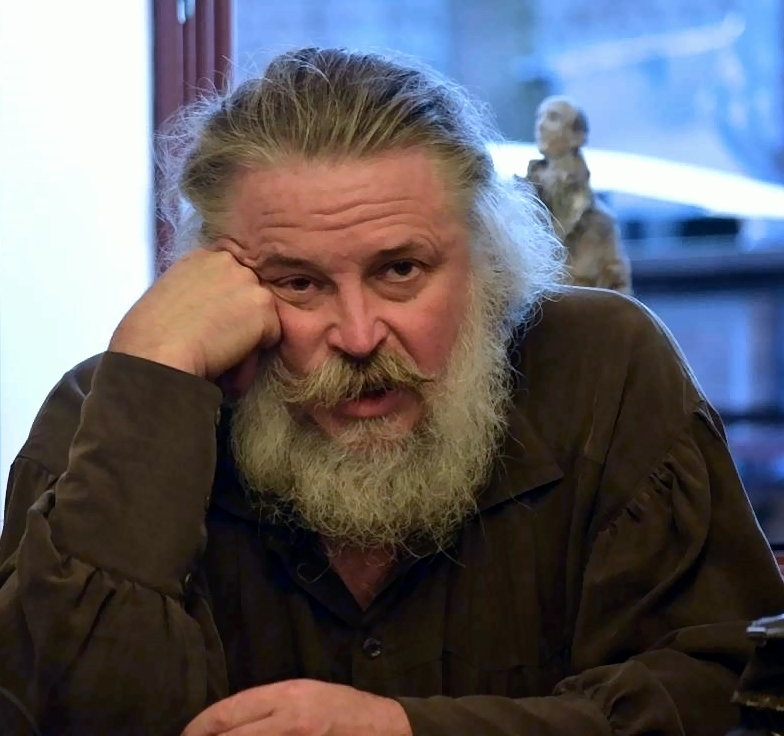
Dmitri Nikitowitsch Tugarinow

Dmitri Nikitowitsch Tugarinow (russisch Дмитрий Никитович Тугаринов; * 5. Februar 1955 in Moskau) ist ein sowjetisch-russischer Bildhauer und Hochschullehrer.

## Leben
Tugarinows Eltern waren der Ingenieur und Kandidat der technischen Wissenschaften Nikita Iwanowitsch Tugarinow und die Bildhauerin Sofja Georgijewna Tugarinowa geborene Druschinina. Tugarinow studierte am Moskauer Surikow-Kunstinstitut (MGAChI, Nachfolger der Moskauer Hochschule für Malerei, Bildhauerei und Architektur) mit Abschluss 1979 bei Michail Baburin und Nikolai Tomski. 1981 wurde Tugarinow Mitglied der Union der Künstler der UdSSR/Russlands.
Während des Wiederaufbaus der Moskauer Christ-Erlöser-Kathedrale (1995–2000) schuf Tugarinow die Bronze-Hautreliefs der Heilige Helena und Konstantins des Großen über dem rechten Portal der Nordfassade als Rekonstruktionen der Marmor-Hautreliefs Nikolai Ramasanows (1994–1999).
Tugarinow schuf das Reiterstandbild des Generalissimus Alexander Suworow mit seinem Führer Antonio Gamba aus Taverne bei der Überquerung des Gotthardpasses im September 1799 während des Zweiten Koalitionskriegs, das von Eduard Alexandrowitsch von Falz-Fein, der Bank Vontobel und vielen Schweizern finanziert und 1999 eingeweiht wurde. Ein weiteres Suworow-Denkmal wurde 2001 auf dem Panixerpass aufgestellt.
2008–2009 schuf Tugarinow das Denkmal für Friedrich von Falz-Fein in Askanija-Nowa, der das Naturschutzgebiet Askanija-Nowa in der Ukraine etablierte. Es folgte 2012 das Denkmal für Herzog Friedrich Ferdinand von Anhalt-Köthen in  Askanija-Nowa.
Tugarinow schuf die Grabdenkmäler für den Testpiloten Wadim Petrow (2010, Friedhof Trojekurowo) und den Maler Jefrem Swerkow (2014, Nowodewitschi-Friedhof), die Helden der Sowjetunion waren.
Tugarinow lehrt seit 2005 am MGAChI und leitet den Lehrstuhl für Bildhauerei und Komposition. 2001 war er zum Korrespondierenden Mitglied und 2007 zum Vollmitglied der Russischen Akademie der Künste gewählt worden.

## Ehrungen, Preise
- Preis des Moskauer Komsomol (1982)[1]
- 1. Preis des internationalen Volkswettbewerbs Porträt eines Zeitgenossen (1984)[1]
- Verdienter Künstler der Russischen Föderation (1996)[1]
- Goldmedaille der Russischen Akademie der Künste (1996)[1]
- Medaille des Heiligen Sergius von Radonesch II. Klasse der Russisch-Orthodoxen Kirche (2000)[2]
- Orden der Heiligen Anna des Hauses Romanow III. Klasse (2013)[2]
- Volkskünstler der Russischen Föderation (2018)[4]
- Ostrowski-Preis des Bürgermeisters Moskaus (2019)[5]

## Werke (Auswahl)

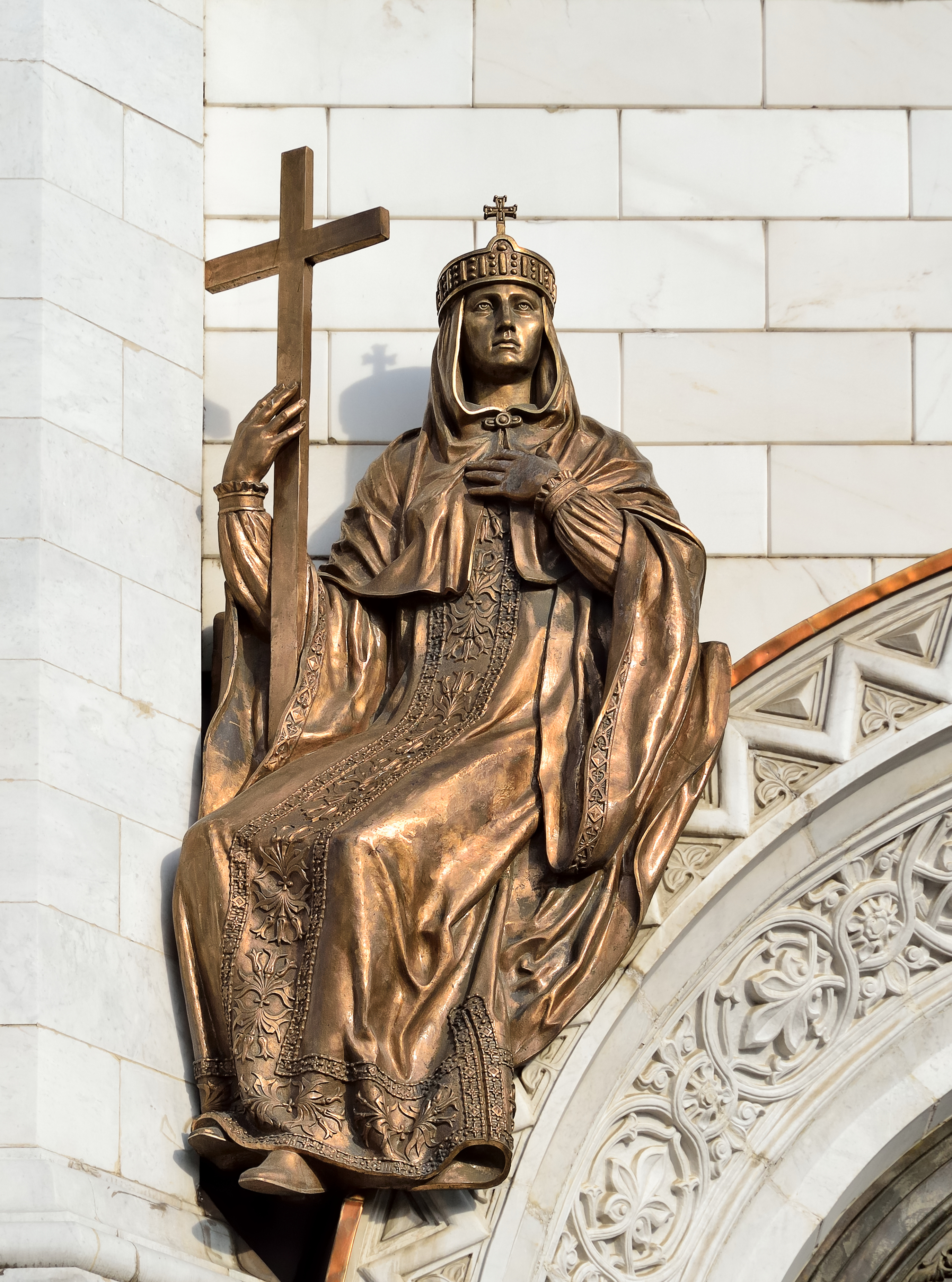
Heilige Helena über dem rechten Portal der Nordfassade der Moskauer  Christ-Erlöser-Kathedrale
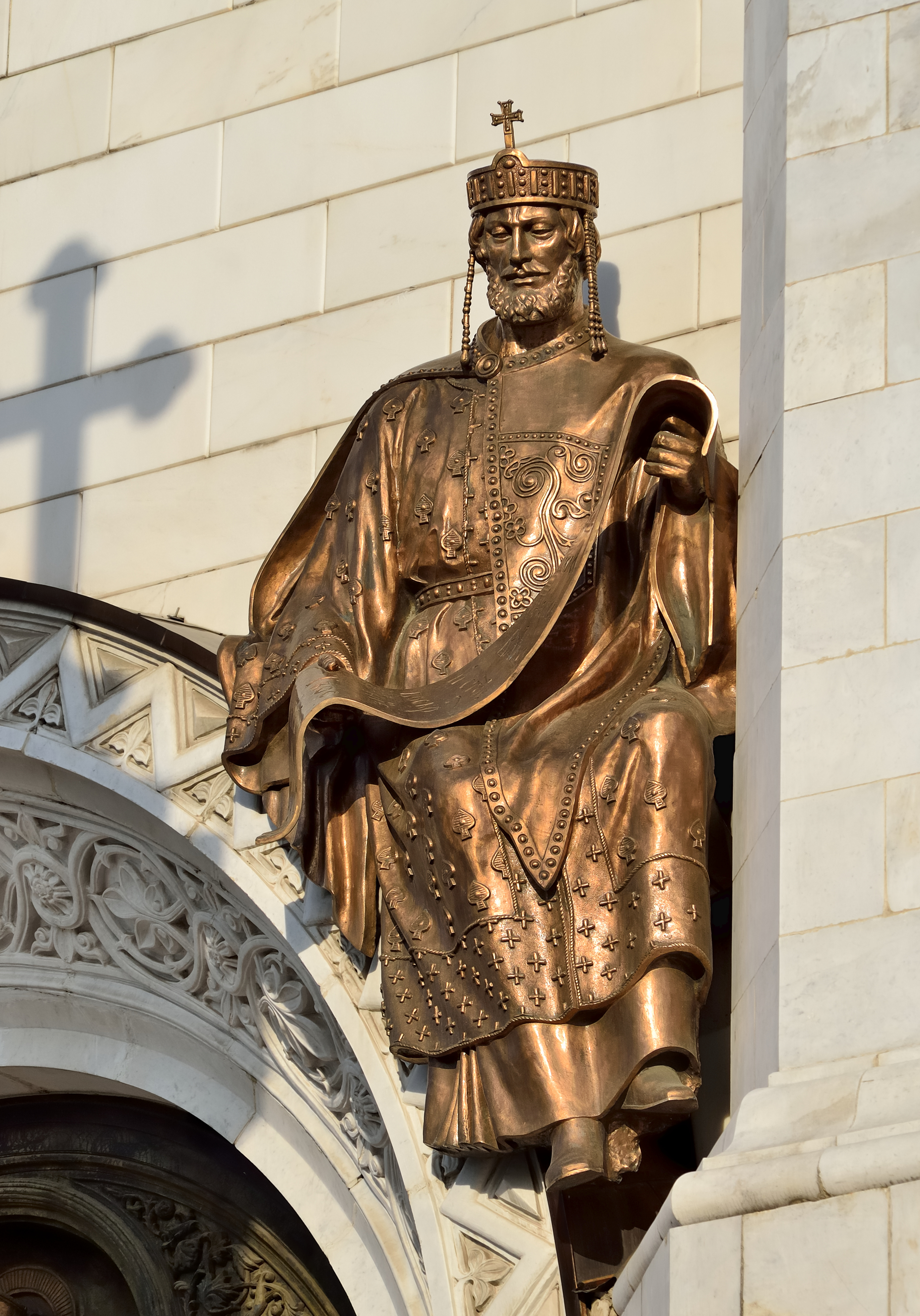
Konstantin der Große über dem rechten Portal der Nordfassade der Moskauer  Christ-Erlöser-Kathedrale
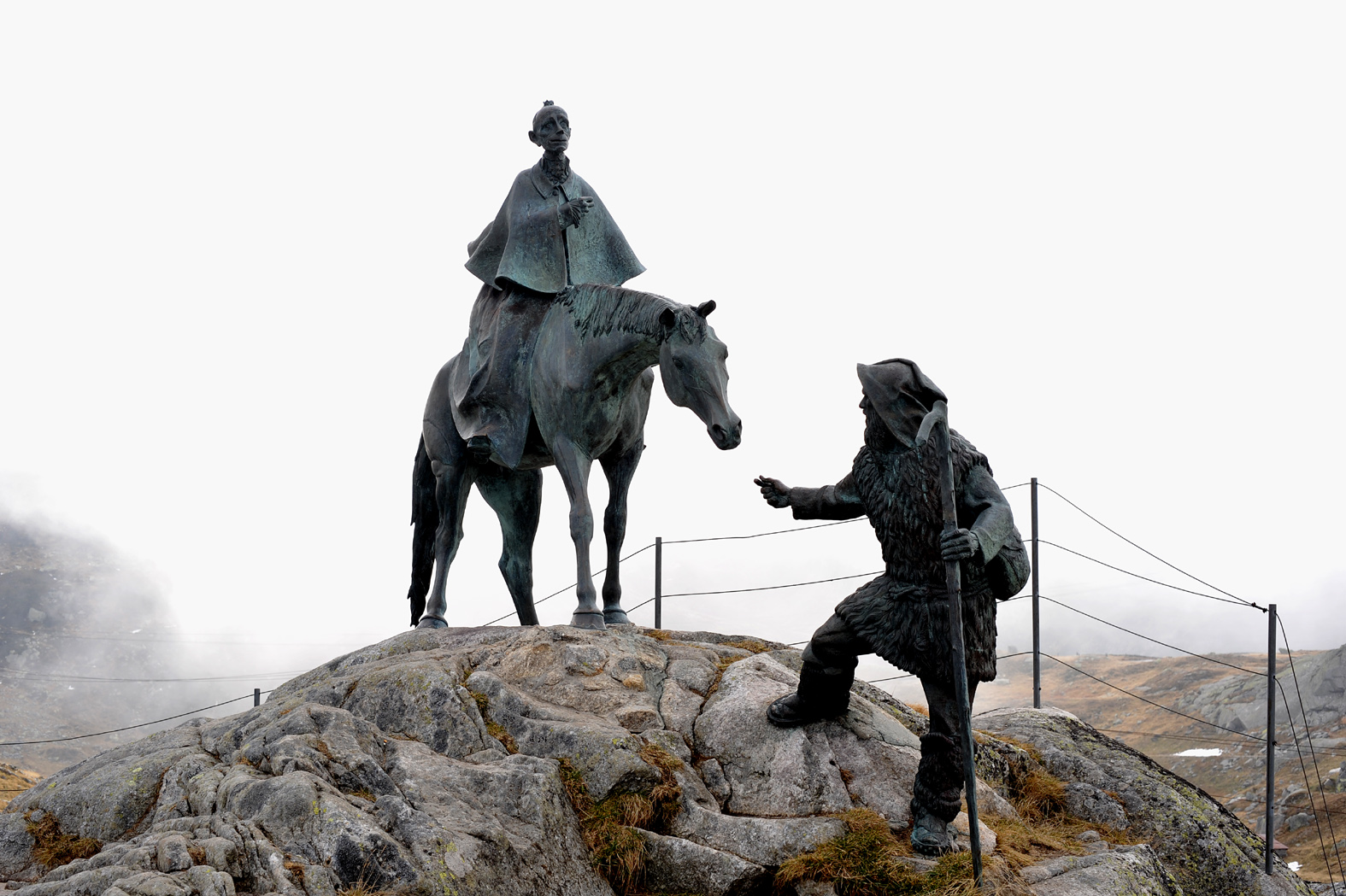
Alexander Suworow auf dem Gotthardpass